# Lipinia
Genre
Lipinia est un genre de sauriens de la famille des Scincidae.

## Répartition
Les 28 espèces de ce genre se rencontrent en Asie du Sud-Est et en Océanie.

## Liste des espèces
Selon The Reptile Database (10 septembre 2014) :
- Lipinia albodorsalis (Vogt, 1932)
- Lipinia auriculata (Taylor, 1917)
- Lipinia cheesmanae (Parker, 1940)
- Lipinia inexpectata Das & Austin, 2007
- Lipinia infralineolata (Günther, 1873)
- Lipinia leptosoma (Brown & Fehlmann, 1958)
- Lipinia longiceps (Boulenger, 1895)
- Lipinia macrotympanum (Stoliczka, 1873)
- Lipinia miangensis (Werner, 1910)
- Lipinia nitens (Peters, 1871)
- Lipinia noctua (Lesson, 1826)
- Lipinia nototaenia (Boulenger, 1914)
- Lipinia occidentalis Günther, 2000
- Lipinia pulchella (Gray, 1845)
- Lipinia pulchra (Boulenger, 1903)
- Lipinia quadrivittata (Peters, 1867)
- Lipinia rabori (Brown & Alcala, 1956)
- Lipinia relicta (Vinciguerra, 1892)
- Lipinia rouxi (Hediger, 1934)
- Lipinia sekayuensis Grismer, Ismail, Awang, Rizal & Ahmad, 2014
- Lipinia semperi (Peters, 1867)
- Lipinia septentrionalis Günther, 2000
- Lipinia subvittata (Günther, 1873)
- Lipinia surda Boulenger, 1900
- Lipinia venemai Brongersma, 1953
- Lipinia vittigera (Boulenger, 1894)
- Lipinia vulcania Girard, 1857
- Lipinia zamboangensis (Brown & Alcala, 1963)

## Publication originale
- Gray, 1845 : Catalogue of the specimens of lizards in the collection of the British Museum, p. 1-289 (texte intégral).